# Val Valentino
Val Valentino (* 14. Juni 1956 in Los Angeles;  eigentlich Leonard Montano) ist ein US-amerikanischer Zauberkünstler, Illusionist und Schauspieler.
Er ist vor allem durch seine Auftritte als „Der Maskierte Magier“ in der Fernsehsendung Die Tricks der größten Zauberer bekannt geworden. Darin zeigt er große und kleine Zauberkunststücke und Illusionen, die anschließend enthüllt und erklärt werden.

## Biographie
Seine ersten Erfahrungen mit der Zauberkunst machte er bereits im Alter von fünf Jahren mit einem Trick, den er von seinem Vater gelernt hatte. Als Jugendlicher absolvierte Valentino Auftritte in einem „International Cultural Awareness Program“ für Millionen von Studenten und Schülern in den ganzen Vereinigten Staaten. Teil dieser Shows war zudem die Enthüllung von Zauberkunststücken, um auch andere für diese Kunst zu begeistern.
Ende der 1980er bis Anfang der 1990er Jahre zog es Valentino immer wieder nach Las Vegas, wo er in verschiedenen Casinos eigene Zaubershows aufführte.

### Rolle alsDer maskierte Magier
Während seiner Arbeit in Las Vegas wurde Valentino vom amerikanischen Fernsehsender FOX engagiert. Die Idee des Fernsehsenders bestand darin, eine Show zu produzieren, in der ein Magier seine Tricks enthüllt. Demzufolge wurde dafür eine Liste von möglichen Magiern erstellt, unter denen sich auch Valentino befand. Zunächst stimmte dieser zu, einige alte Illusionen zu enthüllen, später kamen jedoch auch modernere hinzu.
Zwischen 1997 und 1998 kam es dann zur Produktion der Sendung Breaking the Magician’s Code: Magic’s Biggest Secrets Finally Revealed, die Erstausstrahlung in den USA lief am 24. November 1997. In Deutschland wurde das Format erstmals am 21. Mai 1998 unter dem Titel Aus der Zauber – Die geheimen Tricks der großen Magier auf Sat.1 ausgestrahlt. Seit 2003 zeigt RTL bzw. Super RTL die Sendung unter dem Namen Die Tricks der größten Zauberer.
Bereits zum Ende der ersten Staffel der Sendung demaskierte Valentino sich in der Show selbst und gab seine Identität preis. Er richtete sich an das Fernsehpublikum und erzählte von seiner Leidenschaft Magie und motivierte junge Menschen, sich einmal mit der Zauberkunst zu beschäftigen.
Nach dem großen Erfolg der Sendung folgten einige Auftritte Valentinos in verschiedenen US-amerikanischen Filmen und Fernsehserien. Zum Teil in der Rolle des maskierten Magiers, aber auch als er selbst.